# Vòrtex òptic

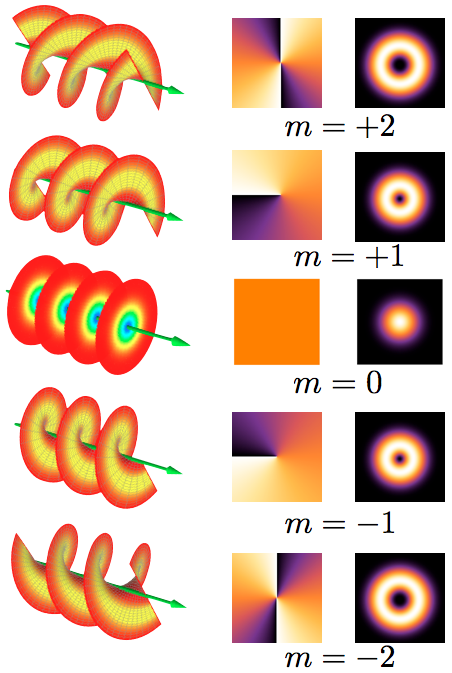
Diagrama de diferents modes, quatre dels quals són vòrtexs òptics. Les columnes mostren les estructures helicoïdals, el front de fase i la intensitat de les bigues

Un vòrtex òptic (també conegut com a vòrtex quàntic fotònic, dislocació de cargol o singularitat de fase) és un zero d'un camp òptic; un punt d'intensitat zero. El terme també s'utilitza per descriure un feix de llum que té un zero. L'estudi d'aquests fenòmens es coneix com a òptica singular.

## Explicació
En un vòrtex òptic, la llum es retorça com un llevataps al voltant del seu eix de viatge. A causa de la torsió, les ones de llum al mateix eix es cancel·len mútuament. Quan es projecta sobre una superfície plana, un vòrtex òptic sembla un anell de llum, amb un forat fosc al centre. El vòrtex rep un nombre, anomenat càrrega topològica, segons quants girs fa la llum en una longitud d'ona. El nombre és sempre un nombre enter, i pot ser positiu o negatiu, depenent de la direcció del gir. Com més gran sigui el nombre de gir, més ràpid gira la llum al voltant de l'eix.
Aquest gir porta moment angular orbital amb el tren d'ones i induirà parell en un dipol elèctric. El moment angular orbital és diferent del moment angular d'espin més comunament trobat, que produeix polarització circular. El moment angular orbital de la llum es pot observar en el moviment orbital de les partícules atrapades. Interferir un vòrtex òptic amb una ona plana de llum revela la fase espiral com a espirals concèntriques. El nombre de braços de l'espiral és igual a la càrrega topològica.
Els vòrtexs òptics s'estudien creant-los al laboratori de diverses maneres. Es poden generar directament en un làser, o un raig làser es pot torçar en un vòrtex mitjançant qualsevol dels diversos mètodes, com hologrames generats per ordinador, estructures de retard en fase espiral o vòrtexs birefringents en materials.

## Propietats
Una singularitat òptica és un zero d'un camp òptic. La fase en el camp circula per aquests punts d'intensitat zero (donant lloc al nom de vòrtex ). Els vòrtexs són punts en camps 2D i línies en camps 3D (ja que tenen codimensió dos). La integració de la fase del camp al voltant d'un camí que tanca un vòrtex produeix un múltiple enter de 2 π. Aquest nombre sencer es coneix com la càrrega topològica, o força, del vòrtex.
Un mode hipergeomètric-gaussià (HyGG) té un vòrtex òptic al seu centre. La biga, que té la forma
{\displaystyle \psi \propto e^{im\phi }e^{-r^{2}},\!}
és una solució a l'equació d'ona paraxial (vegeu l'aproximació paraxial i l'article d'òptica de Fourier per a l'equació real) que consisteix en la funció de Bessel. Els fotons en un feix hipergeomètric-gaussià tenen un moment angular orbital de mħ. El nombre enter m també dóna la força del vòrtex al centre del feix. El moment angular de gir de la llum polaritzada circularment es pot convertir en moment angular orbital.

## Aplicacions
Hi ha una àmplia varietat d'aplicacions dels vòrtexs òptics en diverses àrees de comunicacions i imatges.
- Els planetes extrasolars només s'han detectat directament recentment, ja que la seva estrella mare és tan brillant. S'ha avançat en la creació d'un coronògraf de vòrtex òptic per observar directament planetes amb una relació de contrast massa baixa respecte al seu progenitor per ser observats amb altres tècniques.
- Els vòrtexs òptics s'utilitzen a les pinces òptiques per manipular partícules de mida micròmetre com les cèl·lules. Aquestes partícules es poden girar en òrbites al voltant de l'eix del feix utilitzant OAM. També s'han creat micromotors amb pinces de vòrtex òptiques.
- Els vòrtexs òptics poden millorar significativament l'ample de banda de comunicació. Per exemple, els feixos de ràdio retorçats podrien augmentar l'eficiència espectral de la ràdio utilitzant el gran nombre d'estats vòrtics. La quantitat de "torsió" del front de fase indica el nombre d'estat del moment angular orbital i els feixos amb diferent moment angular orbital són ortogonals. Aquesta multiplexació basada en el moment angular orbital pot augmentar potencialment la capacitat del sistema i l'eficiència espectral de la comunicació sense fils d'ones mil·límetres.[5]
- De la mateixa manera, els primers resultats experimentals per a la multiplexació del moment angular orbital en el domini òptic han mostrat resultats a distàncies curtes,[6][7] però encara s'estan produint demostracions a llarga distància. El principal repte al qual s'han enfrontat aquestes demostracions és que les fibres òptiques convencionals canvien el moment angular de gir dels vòrtexs a mesura que es propaguen, i poden canviar el moment angular orbital quan es dobleguen o s'estrenyen. Fins ara s'ha demostrat una propagació estable de fins a 50 metres en fibres òptiques especialitzades.[8] Transmissió a l'espai lliure dels modes de llum de moment angular orbital a una distància de 143 S'ha demostrat que km és capaç de suportar la codificació d'informació amb una bona robustesa.[9]
- Els ordinadors actuals utilitzen electrònica que té dos estats, zero i un. La informàtica quàntica podria utilitzar la llum per codificar i emmagatzemar informació. Els vòrtexs òptics tenen teòricament un nombre infinit d'estats a l'espai lliure, ja que no hi ha límit a la càrrega topològica. Això podria permetre una manipulació de dades més ràpida. La comunitat de criptografia també està interessada en els vòrtexs òptics per la promesa d'una comunicació d'amplada de banda més gran comentada anteriorment.
- En microscòpia òptica, els vòrtexs òptics es poden utilitzar per aconseguir una resolució espacial més enllà dels límits de difracció normals mitjançant una tècnica anomenada Microscòpia d'esgotament d'emissions estimulades (STED). Aquesta tècnica aprofita la baixa intensitat a la singularitat del centre del feix per esgotar els fluoròfors al voltant d'una àrea desitjada amb un feix de vòrtex òptic d'alta intensitat sense esgotar els fluoròfors a l'àrea objectiu desitjada.[10]
- Els vòrtexs òptics també es poden transferir directament (de manera ressonant) a fluids polarits de llum i matèria per estudiar la dinàmica dels vòrtexs quàntics en règims d'interacció lineal o no lineal.[11]
- Els vòrtexs òptics es poden identificar en les correlacions no locals de parells de fotons entrellaçats.[12]